# Star One (satelliti)
Star One è una serie di satelliti per telecomunicazioni geostazionari brasiliani gestiti da Embratel Star One, una sussidiaria di Embratel.
I satelliti Star One hanno sostituito i vecchi satelliti della serie BrasilSat. Attualmente, la serie Star One è composta da sei satelliti operativi in orbita e un altro in costruzione, lo Star One D2.

## Flotta
- Star One C12, anno 2005
- Star One C1, 2007
- Star One C2, 2008
- Star One C3, 2012
- Star One C4, 2015
- Star One D1, 2016
- Star One D2, in costruzione[2]